# Васильев, Леонид Иокинфович
Леонид Иокинфович Васильев (1919—2002) — гвардии генерал-майор Советской Армии, участник Великой Отечественной войны, Герой Советского Союза (1945), кандидат военных наук (1954).

## Биография
Леонид Васильев родился 11 августа 1919 года в Тюмени в рабочей семье. Окончил семь классов школы, работал лаборантом на маслозаводе. В 1939 году он был призван на службу в Рабоче-крестьянскую Красную Армию. В 1940 году он вступил в ВКП(б). В 1941 году он окончил Киевское училище самоходной артиллерии. С августа того же года — на фронтах Великой Отечественной войны. К октябрю 1944 года капитан Леонид Васильев командовал батареей 1289-го самоходного артиллерийского полка 7-го механизированного корпуса 2-го Украинского фронта. Отличился во время освобождения Венгрии.
За 15 дней боёв батарея Васильева уничтожил 13 танков, 9 бронетранспортёров, несколько батарей артиллерии и миномётов, а также несколько сотен вражеских солдат и офицеров.
Указом Президиума Верховного Совета СССР от 24 марта 1945 года капитан Леонид Васильев был удостоен высокого звания Героя Советского Союза с вручением ордена Ленина и медали «Золотая Звезда».
После окончания войны Васильев продолжил службу в Советской Армии. В 1951 году он окончил Военную академию бронетанковых и механизированных войск. В 1982 года в звании генерал-майора Васильев вышел в отставку. Работал в редакции военного журнала.
Был также награждён  3 орденами Отечественной войны 1-й степени (14.09.1944; 11.09.1945; 11.03.1985), орденами Трудового Красного Знамени (11.03.1982), Красной Звезды (5.11.1954), «За службу
Родине в Вооружённых Силах СССР» 3-й степени (30.04.1975), медалями «За отвагу» (9.03.1943), «За боевые заслуги» (15.11.1950), другими медалями, венгерским орденом Красной Звезды, другими иностранными наградами.